# Eriopyga angustimargo
Eriopyga angustimargo är en fjärilsart som beskrevs av Dyar 1910. Eriopyga angustimargo ingår i släktet Eriopyga och familjen nattflyn. Inga underarter finns listade i Catalogue of Life.